# 四川省双流中学
四川省双流中学是中国国家级示范校，创办于1940年，双流中学校名为著名书法家于右任题写。学校位于成都市双流区，距成都市区十公里，毗邻双流国际机场，占地面积425亩（本部165亩，实验分部260亩），教学班115个（本部78个，实验分部37个），学生6000余人，下属双流中学实验学校，现任校长龙清明。